# Belostoma
A Belostoma a rovarok (Insecta) osztályának félfedelesszárnyúak (Hemiptera) rendjébe, ezen belül a poloskák (Heteroptera) alrendjébe és az óriás poloskák (Belostomatidae) családjába tartozó nem.

## Előfordulásuk
A Belostoma rovarnem az amerikai szuperkontinens egyik nagy vízipoloska-csoportja. A legtöbb faj Dél-Amerika trópusi részein fordul elő. Eme kontinensek édesvizeiben élnek, ahol nagy méretük miatt, kisebb csontos halakra és ebihalakra vadásznak.

## Rendszerezés
A nembe az alábbi fajok tartoznak (a lista hiányos):
- Belostoma bakeri Montandon, 1913
- Belostoma boscii Lepeletier de Saint Fargeau & Audinet-Serville, 1825
- Belostoma confusum Lauck, 1959
- Belostoma denticolle Montandon, 1903
- Belostoma ellipticum Latreille, 1817
- Belostoma fakir Gistl, 1848
- Belostoma flumineum Say, 1832
- Belostoma foveolatum (Mayr, 1863)
- Belostoma fusciventre (Dufour, 1863)
- Belostoma gigantea
- Belostoma grande Amyot & Audinet-Serville, 1843
- Belostoma lutarium (Stål, 1855)
- Belostoma martini
- Belostoma minor
- Belostoma saratogae Menke, 1958
- Belostoma stollii (Amyot & Audinet-Serville, 1843)
- Belostoma subspinosum (Palisot, 1820)
- Belostoma testaceopallidum Latreille, 1807
- Belostoma testaceum (Leidy, 1847)

## Fordítás
- Ez a szócikk részben vagy egészben  a   Belostoma című angol Wikipédia-szócikk ezen változatának fordításán alapul.  Az eredeti cikk szerkesztőit annak laptörténete sorolja fel. Ez a jelzés csupán a megfogalmazás eredetét és a szerzői jogokat jelzi, nem szolgál a cikkben szereplő információk forrásmegjelöléseként.